# Gustav Volkmar

Gustav Volkmar

Gustav Hermann Joseph Philipp Volkmar (auch Volckmar; * 11. Januar 1809 in Hersfeld; † 9. Januar 1893 in Zürich) war ein deutscher Altphilologe und protestantischer Theologe. Ab 1862 war er Lehrstuhlinhaber für Neues Testament an der Universität Zürich.

## Leben
Als Sohn des Hersfelder Stadtorganisten und späteren Rintelner Gymnasiallehrers Adam Valentin Volckmar wuchs Gustav Volkmar in einer musikalischen Familie auf. Sein Bruder Wilhelm Volckmar wurde Komponist. Nach Abschluss des Gymnasiums in Rinteln studierte Gustav Volkmar von 1829 bis 1832 in Marburg Theologie und Philologie. 1833 wurde er an seiner alten Schule zunächst Gymnasiallehrer. Nach einer kurzen Lehrtätigkeit in Kassel wurde er 1837 in seine Heimatstadt Hersfeld berufen, wo er heiratete und eine Familie gründete. 1838 promovierte er zum Dr. phil. an der Universität Marburg. Von 1845 bis 1852 wirkte Volkmar in Marburg und in Fulda als gymnasialer Ordinarius.
Schon 1846 trat Volkmar publizistisch für die liberal-katholische Bewegung des Deutschkatholizismus ein, die auch in Opposition zum fürstlichen Absolutismus standen. Nachdem er 1850 eine anonyme Flugschrift gegen die Revisionspolitik der kurhessischen Obrigkeit unter dem Ministerium Ludwig Hassenpflug veröffentlicht hatte, wurde Volkmar Ende 1852 inhaftiert und seiner Ämter enthoben. Aus der Haft heraus wurde er 1853 als Privatdozent für Neues Testament an die Universität Zürich berufen. 1862 wurde er hier zum Lehrstuhlinhaber und Ordinarius im gleichen Fach ernannt. In Zürich wirkte Volkmar bis zu seinem Lebensende 1893. Er trat vor allem mit Beiträgen zur historisch-kritischen Exegese des Neuen Testaments und zur ältesten Kirchengeschichte hervor.

## Schriften (Auswahl)
- Notio vocis religionis Romana. Liber primus. De verbi legendi natura atque progenie. Marburg 1838 (Dissertation, Universität Marburg 1838; Digitalisat).
- Der höchste Grundsatz des Christenthums der Reformation und des freien Katholizismus der Gegenwart. Ein protestantischer Zuspruch an die Deutsch-Katholiken zu Marburg bei ihrer Constituirung. Friedrich, Siegen 1846.
- Das Evangelium Marcions. Text und Kritik mit Rücksicht auf die Evangelien des Märtyrers Justin, der Clementinen und der apostolischen Väter. Eine Revision der neuern Untersuchungen nach den Quellen selbst zur Textesbestimmung und Erklärung des Lucas-Evangeliums. Weidmann, Leipzig 1852 (Digitalisat).
- Ueber Justin den Märtyrer und sein Verhältniß zu unsern Evangelien. Ein Programm. Kiesling, Zürich 1853 (Digitalisat).
- Die Quellen der Ketzergeschichte bis zum Nicänum. Band 1: Hippolytus und die römischen Zeitgenossen oder die Philosophumena und die verwandten Schriften nach Ursprung, Composition und Quellen. Kiesling, Zürich 1855.
- Die Religion Jesu und ihre erste Entwicklung nach dem gegenwärtigen Stande der Wissenschaft. Brockhaus, Leipzig 1857.
- Beiträge zur Erklärung des Buches Henoch: nach dem äthiopischen Text. In: Zeitschrift der Deutschen Morgenländischen Gesellschaft, Band 14. 1860. S. 87–134 (Digitalisat).
- Handbuch der Einleitung in die Apokryphen.[4] 1860–1867;
  - Teil 1: Judith und die Propheten Esra und Henoch.
    - Abteilung 1: Judith. Fues, Tübingen 1860 (Digitalisat).
    - Abteilung 2: Das vierte Buch Esra. Fues, Tübingen 1863 (Digitalisat).

  - Band 3: Mose Prophetie und Himmelfahrt. Fues, Leipzig 1867 (Digitalisat).
- Commentar zur Offenbarung Johannes. Orell, Füßli und Comp., Zürich 1862 (Digitalisat).
- Die Evangelien oder Marcus und die Synopsis der kanonischen und ausserkanonischen Evangelien. Nach dem ältesten Text mit historisch-exegetischem Commentar. Fues, Leipzig 1870 (Digitalisat).
- Der Ursprung unserer Evangelien nach den Urkunden, laut den neuern Entdeckungen und Verhandlungen. Herzog, Zürich 1866 (Digitalisat).
- Die Herkunft Jesu Christi nach der Bibel selbst. Gegen Entstellungen bei neuern Kirchenbehörden zu Berlin und Bern. Schmidt, Zürich 1874.
- Die Neutestamentlichen Briefe, geschichtlich im Zusammenhang erklärt. Band 1: Paulus' Römerbrief. Schmidt, Zürich 1875 (Digitalisat).
- Jesus Nazarenus und die erste christliche Zeit, mit den beiden ersten Erzählern. Schmidt, Zürich 1882.
- Die neuentdeckte urchristliche Schrift „Lehre der zwölf Apostel an die Völker“. Schröter, Leipzig u. a. 1885 (Digitalisat).
- Paulus – von Damascus bis zum Galaterbrief. Schröter & Meyer, Zürich u. a. 1887.